# Paul Castan
Paul Castan (Béziers, 1899 – ...) è stato un regista teatrale e attore francese.

## Biografia
Castan fu attivo soprattutto alla radio, dove dal 1924 ha messo in onda migliaia di opere.
In teatro, dove aveva esordito come attore subito dopo la prima guerra mondiale, ha fondato e diretto negli anni '20 e '30 varie formazioni d'avanguardia, avviando alla scena attori come Jean-Pierre Aumont e Pierre Brasseur.
Recitò anche come attore cinematografico, e tra le sue interpretazioni migliori si può menzionare quella in Monsieur Breloque a disparu (1938).